# Atractus steyermarki
Atractus steyermarki är en ormart som beskrevs av Roze 1958. Atractus steyermarki ingår i släktet Atractus och familjen snokar. Inga underarter finns listade.
Arten förekommer från Bolivia över norra Brasilien till Guyana. Honor lägger ägg.